# Gérard DuBois
Gérard DuBois est un peintre et illustrateur français né en 1968,,,.

## Biographie
Né en 1968, Gérard DuBois a étudié les arts graphiques à l'École Estienne et au L.E.I. Rue Madame à Paris.
Son travail d'illustrateur a été publié dans de nombreuses revues américaines, comme Time, Johns Hopkins magazine,, The Wall Street Journal, Rolling Stone et The New York Times.
En 2021 est publié l'album À qui appartiennent les nuages ? qu'il a illustré, sur un texte de Mario Brassard. L'ouvrage est récompensé du Prix du Gouverneur général : littérature jeunesse de langue française - illustration en novembre 2021.

## Œuvres de littérature jeunesse

### Auteur et illustrateur
- Henri au jardin d'enfants, Seuil Jeunesse, 2008
- Enfantillages, éditions du Rouergue, 2016

### Illustrateur
- L'enfant sans nom, texte de Philippe Raulet, Syros, 1994
- Ma victoire sur Cauchemar, texte de Jean-Loup Craipeau, Nathan, 1997
- Le livre de la nuit, texte de Marie-Francine Hébert, Courte échelle, 1998
- Les Misérables, texte de Victor Hugo, Nathan, 2002
- Le piano muet, texte de Gilles Vigneault, musique de Denis Gougeon, Fides, 2003
- Orphée Dilo et autres contes des Balkans choisis par Muriel Bloch, Naïve, 2006 - livre-CD
- Darwin : Ainsi va la vie..., texte de Elisabeth Laureau-Daull, Seuil Jeunesse, 2007
- Petits fantômes mélancoliques : contes autistes, texte de Louise Bombardier, les 400 coups, 2007
- Nativités : quinze hymnes pour le temps de Noël, texte de Jean Chapdelaine Gagnon, Fides, 2008
- Les aventures illustrées de Minette Accentiévitch texte de Vladan Matijević (traduit du serbe par Gojko Lukić), Les Allusifs, 2009
- Arlequin, Charlot, Guignol & Cie, texte de Bénédicte Rivière, Actes Sud junior, 2013
- Un verger dans le ventre, texte de Simon Boulerice, La Courte échelle, 2013 
  - réédition : Un pommier dans le ventre, Grasset jeunesse, 2014
- On aurait dit, texte d'André Marois, Comme des géants, 2015 ; rééd. Seuil Jeunesse, 2016
- Au-delà de la forêt, avec Nadine Robert, Seuil jeunesse, 2017
- La petite écuyère, avec Charlotte Gingras, Grasset jeunesse, 2018
- J'aimerais, texte de Stéphanie Demasse-Pottier, l'Étagère du bas, 2019
- Comptines de la Mère l'oie (traduction de Christian Demilly), Grasset jeunesse, 2019
- Jamais l'un·e sans l'autre : les célèbres duos de la littérature avec Sophie Blitman, Actes Sud junior, 2020
- À qui appartiennent les nuages ?, texte de Mario Brassard, Les Éditions de la Pastèque, 2021

Autre
- Couverture du numéro 14 de La Revue dessinée, hiver 2016-2017

## Prix et distinctions
- 1999 : Prix illustration jeunesse[10] pour ses illustrations de  Le livre dans la nuit
- 2017 :  Prix Harry Black de l'album jeunesse[11] pour Au-delà de la forêt, avec Nadine Robert
- 2021 :  Prix du Gouverneur général : littérature jeunesse de langue française - illustration[9] pour À qui appartiennent les nuages ? qu'il a illustré, sur un texte de Mario Brassard
- 2022 :  Prix BolognaRagazzi, catégorie Fiction[12], Foire du livre de jeunesse de Bologne  pour À qui appartiennent les nuages ? qu'il a illustré, sur un texte de Mario Brassard